# Picio
Picio es un personaje español conocido por el dicho "más feo que Picio".

## Historia
Por Picio se conocía a un zapatero nacido en la localidad española de Alhendín, en la provincia de Granada. Por razones desconocidas fue condenado a muerte y ya en capilla recibió la noticia del indulto. Tal fue su reacción que se le cayó el pelo de la cabeza, incluyendo las cejas y las pestañas, y, por si eso fuera poco, le salieron una serie de tumores por la cara que lo dejaron plenamente deformado, pasando a ser el modelo de fealdad más horrorosa. Dicho suceso ocasionó la frase proverbial "ser más feo que Picio" señaladora de una fealdad extrema.